# Gunung Salak Satu
Gunung Salak Satu är ett berg i Indonesien.   Det ligger i provinsen Jawa Barat, i den västra delen av landet, 60 km söder om huvudstaden Jakarta. Toppen på Gunung Salak Satu är 2 211 meter över havet.
Terrängen runt Gunung Salak Satu är kuperad åt sydväst, men åt nordost är den bergig. Gunung Salak Satu är den högsta punkten i trakten. Runt Gunung Salak Satu är det mycket tätbefolkat, med 2 345 invånare per kvadratkilometer. Närmaste större samhälle är Bogor, 14,8 km norr om Gunung Salak Satu. I omgivningarna runt Gunung Salak Satu växer i huvudsak städsegrön lövskog.